# Görslövs församling
Görslövs församling var en församling i Lunds stift och i Staffanstorps kommun. Församlingen uppgick 2002 i Uppåkra församling.

## Administrativ historik
Församlingen har medeltida ursprung. 
Församlingen var till och med 1961 moderförsamling i pastoratet Görslöv och Särslöv. Från 1962 till och med 2001 var den annexförsamling i pastoratet Uppåkra, Knästorp, Tottarp, Görslöv, Särslöv och Mölleberga som före 1965 även omfattade Flackarps församling.  Församlingen uppgick 2002 i Uppåkra församling.

## Series Pastorum

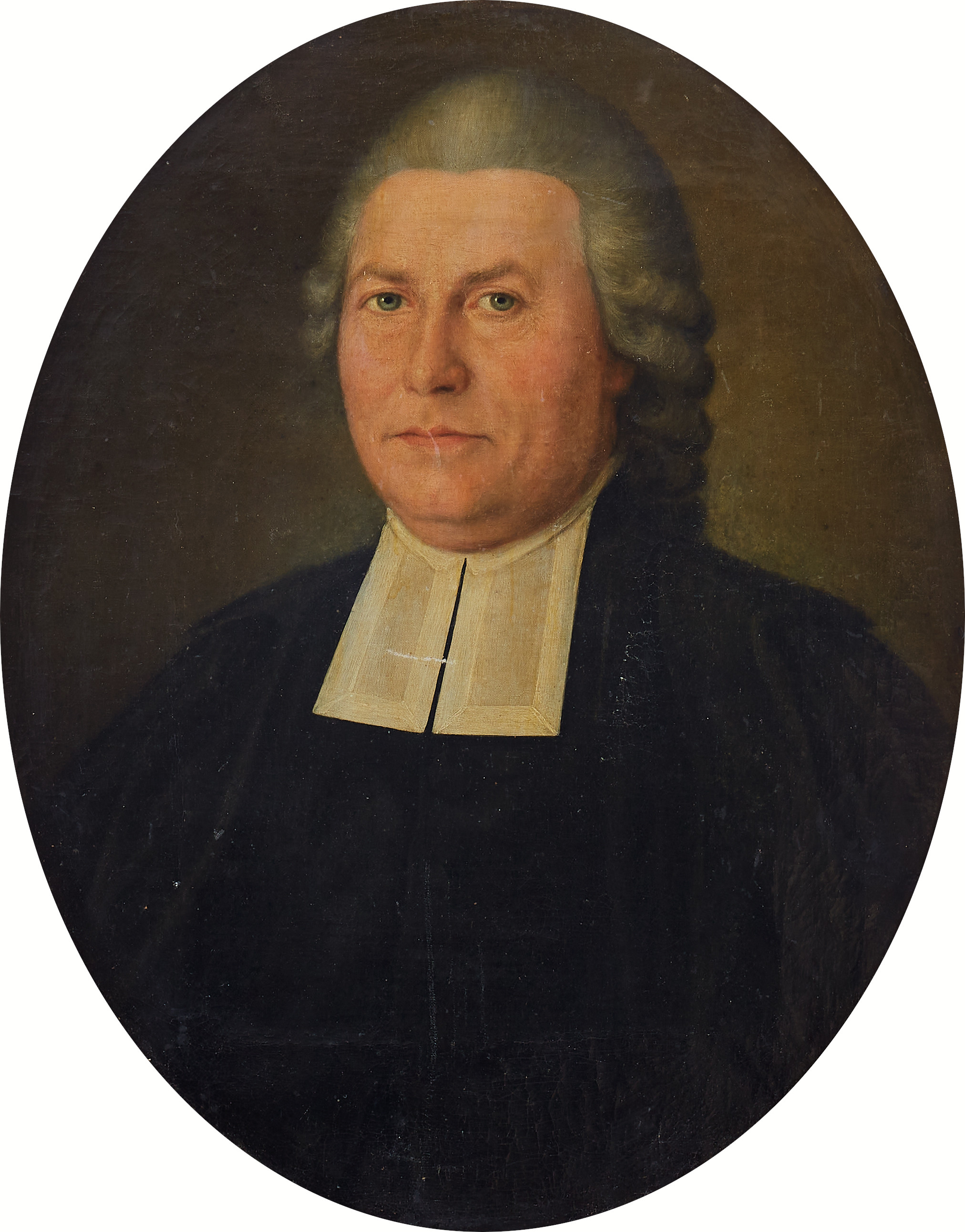
Kyrkoherde Coldewijh, avporträtterad 1788 av Martin David Roth.

1772 - 1789: Jonas Coldewijh

1789 - 1800: Abraham Björk

## Kyrkor
- Görslövs kyrka